# بيرسي فاوست
بيرسي فاوست (بالإنجليزية: Percy Fawcett)‏ هاريسون بيرسيفال فاوست (في أو بعد 1925 -18 أغسطس 1867), كان ضابط مدفعية بريطاني وعالم الآثار ومستكشف الجنوب الأمريكي، جنبا إلى جنب مع ابنه الأكبر. اختفى فوسيت في ظروف لم تعرف في عام 1925 خلال رحلة استكشافية للعثور على "Z" تسميته لمدينة قديمة مفقودة، والذي كان يعتقد أنها الدورادو، في غابات الأمازون.
ولد بيرسي فاوست في 18 آب 1867 في توركاي، ديفون، انكلترا. اختفى في 29 مايو 1925 (57 عاما) في ماتو غروسو، البرازيل.

## حياته

### نشأته
وُلد بيرسي فاوست في 18 أغسطس عام 1867 في توركاي، ديفون، إنجلترا، والداه هما إدوارد بويد فاوست وميرا إليزابيث (لقبها قبل الزواج ماكدوغال). تلقى فاوست تعليمه المبكر في كلية نيوتن آبوت الخاصة، إلى جانب الرياضي والصحفي بيرترام فليتشر روبنسون. وكان والد فاوست، المولود في الهند، زميلًا في الجمعية الجغرافية الملكية (أر جي إس)، وكان شقيقه الأكبر، إدوارد دوغلاس فاوست (1866-1960)، متسلقًا للجبال، ومختصًا في التنجيم الشرقي، ومؤلف كتب فلسفية وروايات مغامرات شعبية.
التحق فاوست بالأكاديمية العسكرية الملكية، في وولويتش، كطالب عسكري، وأصبح ملازمًا في سلاح المدفعية الملكية في 24 يوليو عام 1886. وفي 13 يناير عام 1896، عُين معاونًا لمتطوعي المدفعية الأولى في كورنوال (دوق كورنوال)، ورُقي إلى رتبة نقيب في 15 يونيو عام 1897. خدم لاحقًا في هونغ كونغ، ومالطا، وترينكومالي، وسيلان، حيث التقى بزوجته المستقبلية نينا أغنيس باترسون، التي تزوجها في يناير عام 1901، بعد أن فسخ خطوبتهما سابقًا. وأنجب الزوجان طفلين، هما جاك (1903 - 1925)، وبريان (1906-1984)، وابنة واحدة، هي جوان (1910-2005).
انضم فاوست إلى الجمعية الجغرافية الملكية في عام 1901، بهدف دراسة مسح الأراضي ورسم الخرائط. وفي وقت لاحق، عمل لصالح جهاز الاستخبارات البريطاني في شمال إفريقيا أثناء متابعة عمله في مسح الأراضي. وخدم في المكتب الحربي في جزيرة سبايك في مقاطعة كورك من عام 1903 حتى عام 1906، حيث رُقي إلى رتبة رائد في 11 يناير عام 1905. أصبح صديقًا للمؤلفين السير هنري رايدر هاجارد والسير آرثر كونان دويل؛ واستخدم السير آرثر تقارير فاوست الميدانية من حوض الأمازون كمصدر إلهام لروايته العالم المفقود.

### الرحلات الاستكشافية المبكرة
كانت أول رحلة استكشافية لفاوست إلى أمريكا الجنوبية في عام 1906 (انتُدب للخدمة هناك في 2 مايو) عندما كان في سن 39 سافر إلى البرازيل لرسم خريطة لمنطقة الأدغال على الحدود بين البرازيل وبوليفيا بناءً على طلب من الجمعية الجغرافية الملكية. إذ كُلفت الجمعية برسم خريطة للمنطقة كطرف ثالث غير متحيز للمصالح الوطنية المحلية. وصل إلى لاباز، بوليفيا، في يونيو. أثناء الرحلة الاستكشافية في عام 1907، ادعى فاوست أنه رأى أناكوندا عملاقة بطول 62 قدمًا (19 مترًا) وأطلق النار عليها، وهو ادعاء سخر منه العلماء. وقد أبلغ عن حيوانات غامضة أخرى غير معروفة لعلم الحيوان، مثل كلب صغير يشبه القطة بحجم كلب صيد الثعالب، والذي ادعى أنه شاهده مرتين، وعنكبوت أبازوكا العملاق الذي قيل إنه سمم عددًا من السكان المحليين.
قام فاوست بسبع رحلات استكشافية بين عامي 1906 و1924. وكان ودودًا في الغالب مع السكان المحليين، إذ قدم لهم الهدايا وكان صبورًا ومهذبًا. وفي عام 1908، تتبع مصدر نهر ريو فيردي (البرازيل)، وفي عام 1910 قام برحلة إلى نهر هيث (على الحدود بين بيرو وبوليفيا) للعثور على مصدره، بعد تقاعده من الجيش البريطاني في 19 يناير.
بعد رحلة استكشافية عام 1913، ادعى أنه رأى كلابًا ذات أنوف مزدوجة. قد تكون هذه الكلاب من كلاب نمور الأنديز مزدوجة الأنف.
بناءً على بحث وثائقي، صاغ فاوست بحلول عام 1914 أفكارًا حول «مدينة مفقودة» أطلق عليها اسم «Z» (زد) في مكان ما في منطقة ماتو غروسو في البرازيل. وافترض أن حضارة معقدة كانت موجودة في منطقة الأمازون وأن الأطلال المعزولة قد نجت بعد تلك الحضارة. وجد فاوست أيضًا وثيقة تُعرف باسم «المخطوطة 512»، كُتبت بعد الاستكشافات التي جرت في سيرتاو في ولاية باهيا، وحفظت في المكتبة الوطنية في ريو دي جانيرو. يُعتقد أن من كتبها هو البانديرانتيس (المستوطن) البرتغالي جواو دي سيلفا غيمارايش، الذي كتب أنه في عام 1753 اكتشف أنقاض مدينة قديمة تحتوي على أقواس وتمثال ومعبد به حروف هيروغليفية؛ ووصف المدينة بتفصيل كبير دون تحديد موقع لها. وأصبحت هذه المدينة وجهة ثانوية لفاوست بعد «Z».
في بداية الحرب العالمية الأولى، عاد فاوست إلى بريطانيا ليعمل مع الجيش كضابط احتياطي في المدفعية الملكية، وتطوع للخدمة في فلاندرز، وأصبح قائد لواء مدفعية على الرغم من بلوغه الخمسين عامًا تقريبًا. ثم رُقي من رائد إلى مقدم في 1 مارس عام 1918، وذُكر في برقيات كتبها المشير الميداني السير دوغلاس هيج، في نوفمبر عام 1916، ونوفمبر عام 1917، ونوفمبر عام 1918، وحصل أيضًا على وسام الخدمة المتميزة في يونيو عام 1917.
بعد الحرب، عاد فاوست إلى البرازيل لدراسة الحياة البرية المحلية والآثار. وفي عام 1920، قام بمحاولة فردية للبحث عن المدينة «Z»، لكنه أنهى ذلك بعد إصابته بالحمى وإطلاق النار على الحيوان الذي يحمل متاعه.